# Provincia de Kossi
Kossi es una de las 45 provincias de Burkina Faso, su capital es Nouna.
Se encuentra en la parte occidental de Burkina Faso y comparte frontera con Malí.

## Departamentos (población estimada a 1 de julio de 2018)
La provincia está dividida en ocho departamentos:
- Barani 66,644
- Bomborokuy 19,208
- Bourasso 15,274
- Djibasso 70,351
- Dokuy 37,925
- Doumbala 37,518
- Kombori 15,011
- Madouba 8,164
- Nouna 98,149
- Sono 10,108